# 格拉茨之战
格拉茨之战（法语：Combat de Gratz）发生于1809年6月24日至26日。此役中，由伊格纳兹·古莱指挥的奥地利军队与让-巴蒂斯特·布鲁西尔一个师的法军交战。法军很快得到了奥古斯特·马尔蒙军团的增援。这场战斗被认为是法国的胜利，尽管古莱在两支法国军队将他赶出城市之前成功为格拉茨的奥地利驻军提供了补给。奥地利格拉茨位于维也纳西南偏南145公里处。
在6月14日的拉布之战前，法意联军让布鲁西尔将军带着他的师从后方围攻格拉茨城堡内的奥地利驻军。当古莱将军的奥地利部队于6月下旬出现在格拉茨时，布鲁西尔选择撤退，奥地利人得以为驻军提供补给。6月25日晚上，布鲁西尔派出第84线列步兵团的两个营袭击该镇，这两个营没有任何支援。进攻的两个营在奥地利军队的包围下顽强地守住阵地，直到第二天下午才突围而出。
第84线列步兵团很快就加入了奥古斯特·马尔蒙刚刚抵达的军团。马尔蒙随后发起进攻并迫使古莱从格拉茨撤退。然而，奥地利驻军仍然控制着格拉茨城堡。不久之后，拿破仑召集马尔蒙和布鲁西尔向维也纳进军，两人都参加了7月5日至6日的瓦格拉姆战役。为表彰其英勇行为，第84线列步兵团获准在其战旗上刻上“UN CONTRE DIX”（以一当十）。

## 背景

### 皮亚韦河战后的情况
1809年5月8日，意大利总督欧仁·德·博阿尔内和他的法意联军在皮亚韦河战役中击败了约翰大公的部队。战斗结束后，约翰决定将他的军队分成两部分。他将阿尔伯特·古莱和约翰·弗里蒙特的部队派遣到东北方的菲拉赫，并将伊格纳兹·古莱和奥地利第九军团向东派往卢布尔雅那。对奥地利军队的这种分散使得欧仁随后入侵奥地利本土变得容易得多。约翰大公派伊格纳兹·古莱前往克拉尼斯卡的目的是为了宣布克罗地亚封建禁令。
在法军阵线左翼，欧仁部署了两个师、意大利皇家卫队以及两个骑兵师的25,000名士兵。在右翼，雅克·麦克唐纳将军率领两个步兵师和一个骑兵师，共14,000人。让-巴蒂斯特·鲁斯卡将军指挥一个侧翼卫队，在法军阵线的左边行进。

### 行动
欧仁在5月15日至18日的塔维斯战役中占领了两个堡垒并击败了阿尔伯特·古莱的奥地利军队。约翰大公从菲拉赫撤退到格拉茨，并于5月24日抵达。第二天，格雷尼尔将军的两个师在圣米夏埃尔战役中击败了弗朗茨·杰拉西奇的师。杰拉西奇的部队最终只有2,000人设法在格拉茨与约翰会合，其余的人被杀或被俘。5月26日，欧仁的部队到达了穆尔河畔布鲁克，并与5月13日和占领维也纳的拿破仑的主力建立了联系。

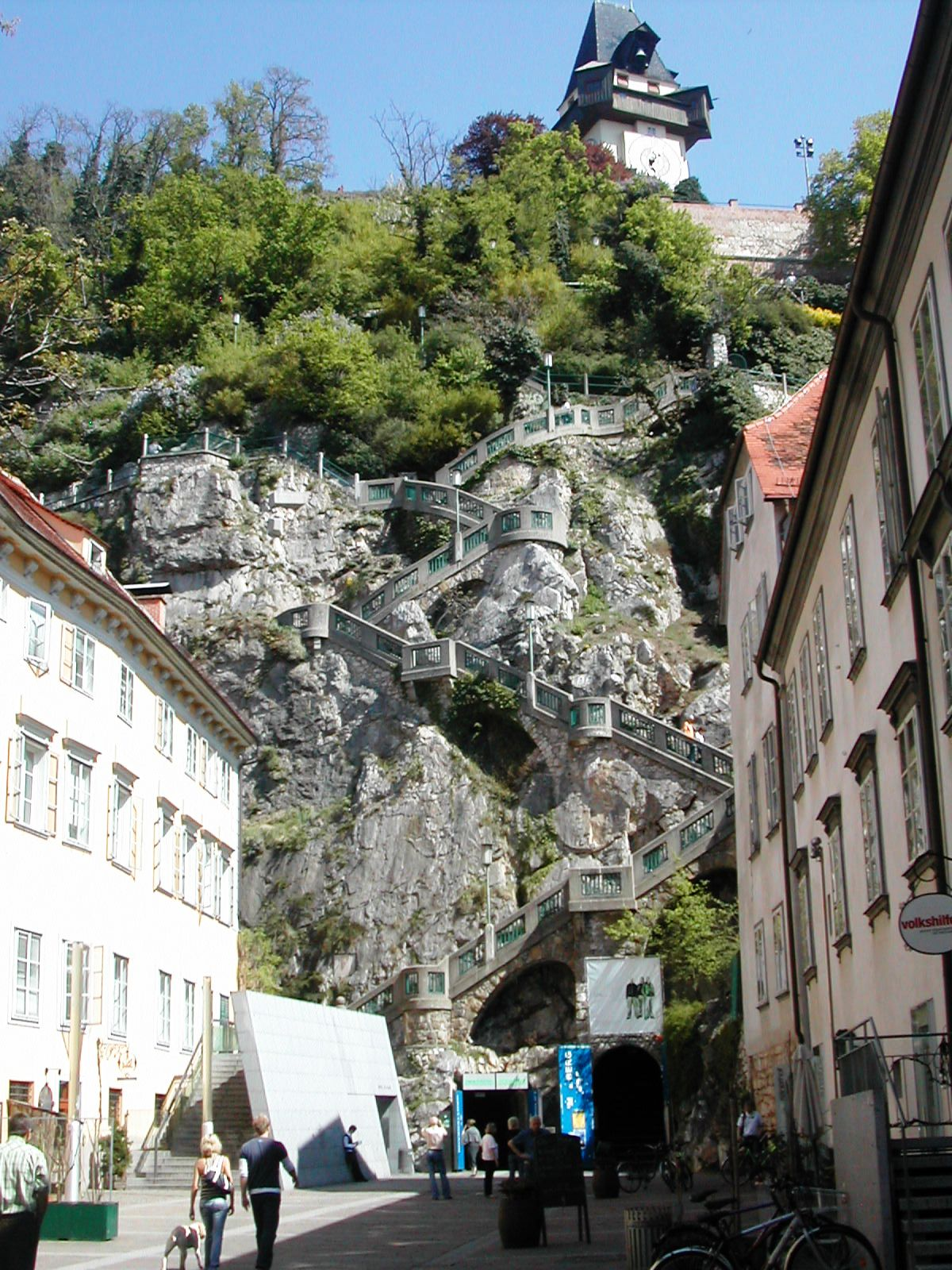
格拉茨城堡的一景

麦克唐纳于5月23日占领了卢布尔雅那，缴获了7,000支火枪、71门火炮以及大量食品和弹药。另一个法国纵队占领了的里雅斯特，缴获了22,000支英国提供给匈牙利和克罗地亚民兵的火枪。麦克唐纳奉命与欧仁会合，于是向东北进军马里博尔，在那里他遇到了格鲁希和一支骑兵步兵部队。两人随后向北移动到格拉茨，于5月29日抵达。当麦克唐纳和格鲁希接近格拉茨时，约翰大公撤退到匈牙利的科尔门德，在格拉茨城堡留下一支驻军。此时，伊格纳兹·古莱的军队驻扎在萨格勒布，而约瑟夫大公在杰尔召集了大约10,000名匈牙利民兵。
麦克唐纳与格拉茨的奥地利指挥官达成了协议。根据条款，奥地利人撤离了格拉茨并撤进了城堡，让法军占领了这座城市。如果法军想要攻击堡垒，那就必须从城外进行。
在5月中旬的一系列冲突中，马尔蒙的第11军团在达尔马提亚战役中一路向北，俘虏了斯托伊切维奇并重创了他的部队。第11军团于5月28日到达里耶卡，6月3日到达卢布尔雅那。在卢布尔雅那，马尔蒙停了下来，因为古莱的部队位于萨格勒布的东部，而来自蒂罗尔的奥军部队仍在北部逍遥法外。
由于担心来自蒂罗尔和古莱的部队会与约翰大公合兵，欧仁下令集中注意力，以便在其他两个纵队到达之前击败约翰。因此，他召集了格雷尼尔、巴拉圭德希利耶和格鲁希的军队。麦克唐纳让布鲁西尔的师继续围攻格拉茨，然后带着其余的部队加入欧仁。
意识到欧仁的军队正在成为一个大威胁，约翰大公退回到东北部的杰尔，加入约瑟夫大公的匈牙利征召队。此时4,000至5,000名从蒂罗尔撤退的士兵于6月9日出现在克拉根福。在被鲁斯卡击退后，这些士兵溜过法国人，继续前往马里博尔。拿破仑命令马尔蒙进军格拉茨，以防奥军向布鲁西尔发起进攻。
6月14日，欧仁在拉布之战中击败了约翰大公的军队。约翰撤退到多瑙河北岸的科马尔诺。6月23日，在欧仁的掩护下，雅克·劳里斯顿将军围攻了杰尔要塞并将其占领。

## 战斗
古莱将军的部队从萨格勒布向北进军，于6月15日到达迈博尔。他的目标是为被围困的格拉茨驻军提供食物和弹药。马尔蒙的法军则于6月19日抵达采列。古莱向西佯攻，然后通过穆尔河谷直接向北到达格拉茨。得知奥军的动向后，马尔蒙通过德拉沃格勒向西行军。

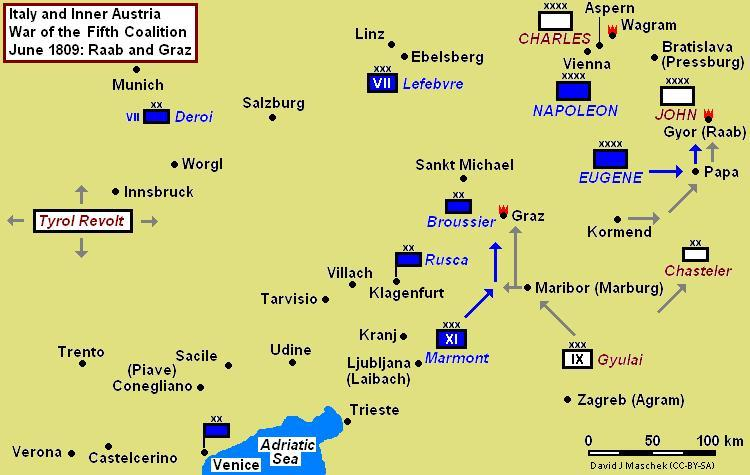
拉布和格拉茨战役地图

6月24日，古莱的前卫在格拉茨以南的卡尔斯多夫与布鲁西尔的师发生冲突。奥军的轻骑兵队击退了法军第9线列步兵团的一个营。当奥地利陆军经验不足的士兵试图进攻时，法军很快就逆转了局势并占了上风。
布鲁西尔的部队于24日解除了对城堡的封锁，向马尔蒙的方向撤退。6月25日，古莱重新补给了城堡的驻军。那天，布鲁西埃将第84线列步兵团的两个营派往格拉茨。该部队没有得到其他部队的支援。
晚上10点，让·休格斯·甘宾上校率领1,200名士兵和两门大炮进入格拉茨郊区，并迅速俘虏了450名未能做出反应的奥地利人。法军随后继续进入格拉茨，第84团随后在圣莱昂哈德教堂及其附近的墓地遇上了一处奥地利据点。法军通过从前后夹击又俘获了125名奥军士兵。意识到自己被强大得多的部队包围后，甘宾上校在有围墙的墓地中组织了一个防御阵地，而他的跳跃者则在附近的街道上设置了防御圈。
黎明时分，奥地利人开始攻击被困的法军，对墓地发动一次又一次的攻击。在一次袭击中，奥军成功闯入教堂并释放了所有先前被法军俘获的人员。奥军步兵的另一次突袭强行攻入墓地，并在被法军赶走之前拖走了两门大炮中的一门。当攻击者试图夺走帝国鹰标时，一位法国中士冲入一群奥地利士兵中并重新夺回了它。在16小时的阵地防守中，还有许多其他的英雄主义行为。但是第84团开始出现弹药不足的情况。
6月26日下午1时之后的某个时间，甘宾组织并领导了最后一次冲锋，试图冲出包围圈。法军设法拯救了他们的帝国鹰标和他们剩下的一门大炮。当他们撤退时，法军遇到了马尔蒙的救援纵队，该纵队正朝着战斗的声音行进。随即，第11军团猛攻格拉茨，粉碎了奥地利的抵抗力量，并将古莱的部队赶出了该镇。法军随后杀死了许多奥地利伤员和囚犯。

## 后果
在其鼓舞人心的防御中，第84线列步兵团有3名军官和31名士兵阵亡，12名军官和192名士兵受伤，40人被奥军俘虏。奥军估计有500人死伤。古莱的军团在向东南撤退到格纳斯之前总共损失了2,000人。6月29日，马尔蒙收到了在维也纳与拿破仑会合的新命令。
尽管取得了胜利，拿破仑还是对欧仁说：“马尔蒙的策略已经够糟糕了；但布鲁西尔的更糟。”他认为马尔蒙应该在6月23日或24日之前到达格拉茨。在战斗结束后，不仅是马尔蒙，布鲁西尔、欧仁和其他将军都被要求立即进军维也纳。在那里法军于1809年7月5日至6日在瓦格拉姆战役中与奥军决战。拿破仑对布鲁西尔派两个营对抗整个军团感到愤怒。但第84线列步兵团史诗般的防御令他很高兴，当布鲁西尔的师抵达维也纳时，皇帝将84个荣誉军团十字勋章授予该团的官兵。拿破仑任命甘宾上校为帝国伯爵，并允许第84线列步兵团在其战旗上刻上“UN CONTRE DIX”（以一当十）。 

## 脚注
1. 1 2  Epstein 1994，第144頁.
2. 1 2 3  Arnold 1995，第114頁.
3. 1 2 3 4  Smith 1998，第318頁.
4. ↑  Bowden & Tarbox 1980，第154頁.
5. ↑  Schneid 1995，第80-82頁.
6. ↑  Schneid 1995，第82頁.
7. ↑  Epstein 1994，第119頁.
8. ↑  Epstein 1994，第122頁.
9. ↑  Epstein 1994，第123-124頁.
10. ↑  Schneid 1995，第85-87頁.
11. ↑  Petre 1976，第259頁.
12. ↑  Epstein 1994，第126-127頁.
13. 1 2  Epstein 1994，第127頁.
14. ↑  Epstein 1994，第130頁.
15. ↑  Epstein 1994，第126頁.
16. 1 2  Epstein 1994，第134頁.
17. 1 2  Epstein 1994，第135頁.
18. ↑  Petre 1976，第309頁.
19. ↑  Smith 1998，第315頁.
20. ↑  Epstein 1994，第143頁.
21. 1 2 3  Petre 1976，第315頁.
22. 1 2 3  Arnold 1995，第115頁.
23. ↑  Petre 1976，第316頁.
24. ↑  Petre 1976，第327頁.
25. ↑  Smith 1998，第318-320頁.

## 延伸阅读
- Rothenberg, Gunther E. . Sarpedon. 1995. ISBN 1-885119-21-6.